# Gaïa (album)
Cet article concerne l'album-concept d'Alan Simon. Pour l'album de Mägo de Oz, voir Gaia (album).
Pour les articles homonymes, voir Gaïa (homonymie).
Gaïa est un concept-album réunissant près de 350 musiciens du monde entier. L'album a été conçu et écrit par Alan Simon au cours de plusieurs voyages autour du monde à la rencontre des artistes de l'album. Si certains intervenants ont enregistré leurs parties au moment de leur rencontre par Alan Simon, la plupart des enregistrements ont eu lieu à Nantes, au studio Arpege. 
Gaïa est paru en 2003 et fut suivi d'une série de concerts en 2004. Il s'est vendu à 200 000 copies dans 23 pays. L'ensemble des bénéfices de l'opération a été reversé au charter for environmental planetary urgencies, un fonds œuvrant à la protection de l’environnement.

## Le concept
L'album présente un ensemble hétéroclite de styles musicaux selon les pistes, selon le(s) origine(s) des artistes y participant. Aux côtés de l'orchestre philharmonique de Prague et plusieurs autres ensembles musicaux (le bagad Bro Kemperle, les Tambours du Bronx...) participent une vingtaine d'artistes internationaux comprenant Andreas Vollenweider, Angelo Branduardi, Anggun, Billy Preston, Bob et Jesse Siebenberg, Cesária Évora, Didier Lockwood, Mick Fleetwood, Midnight Oil, Jane Birkin, Jean Reno, Jeremy Spencer, John Helliwell, Justin Hayward et Zucchero.

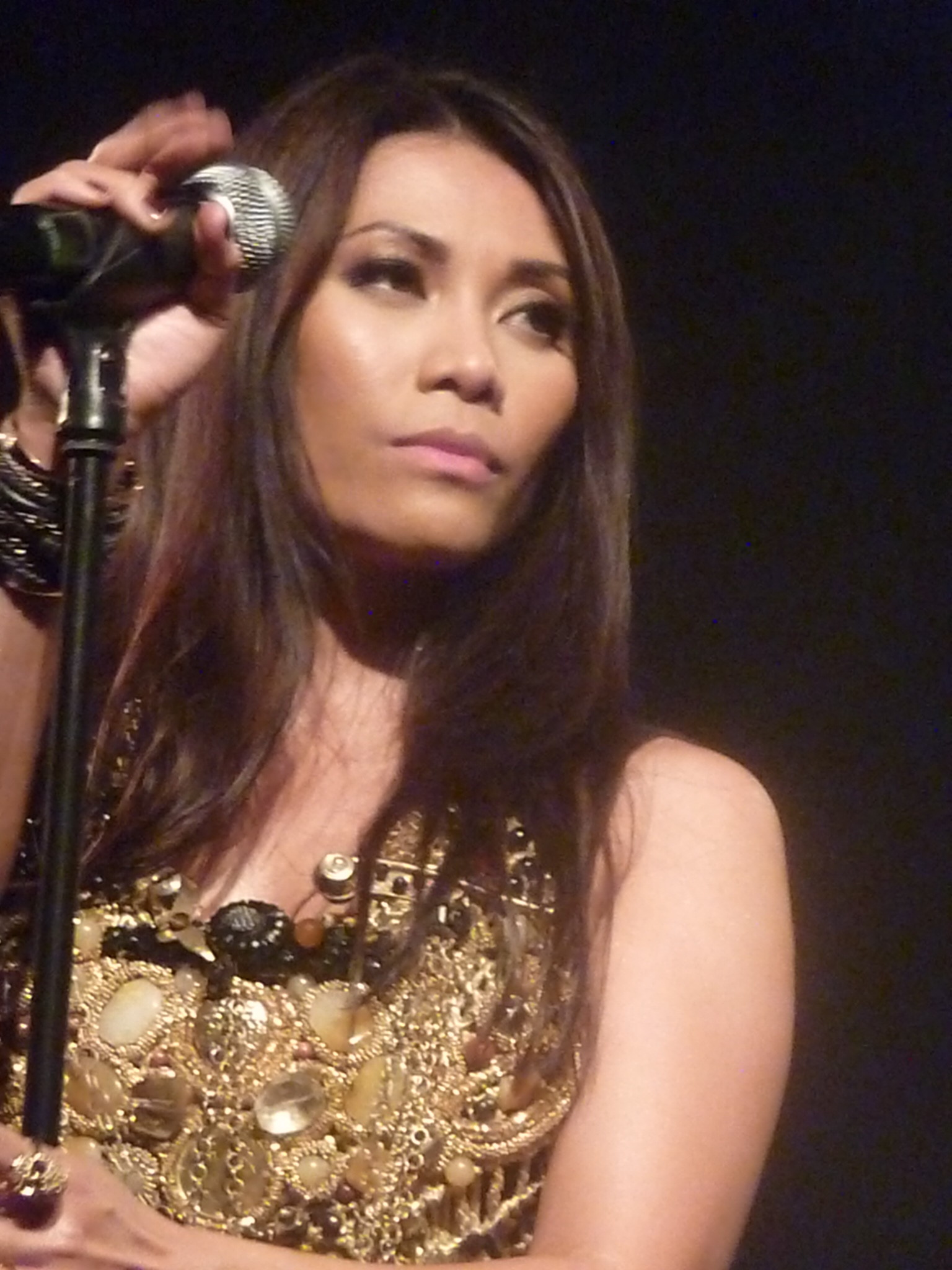
Anggun
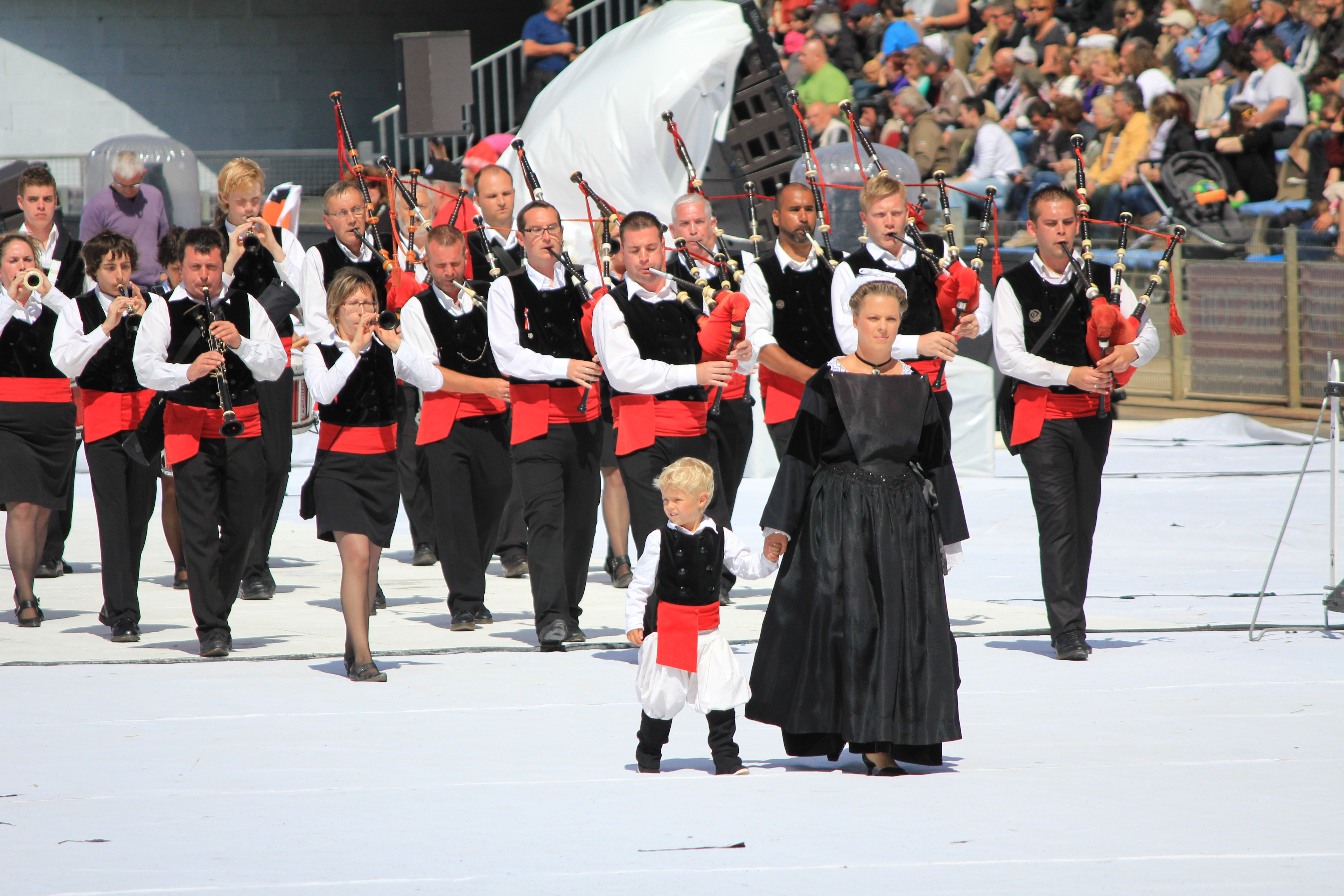
Bagad Bro Kemperle
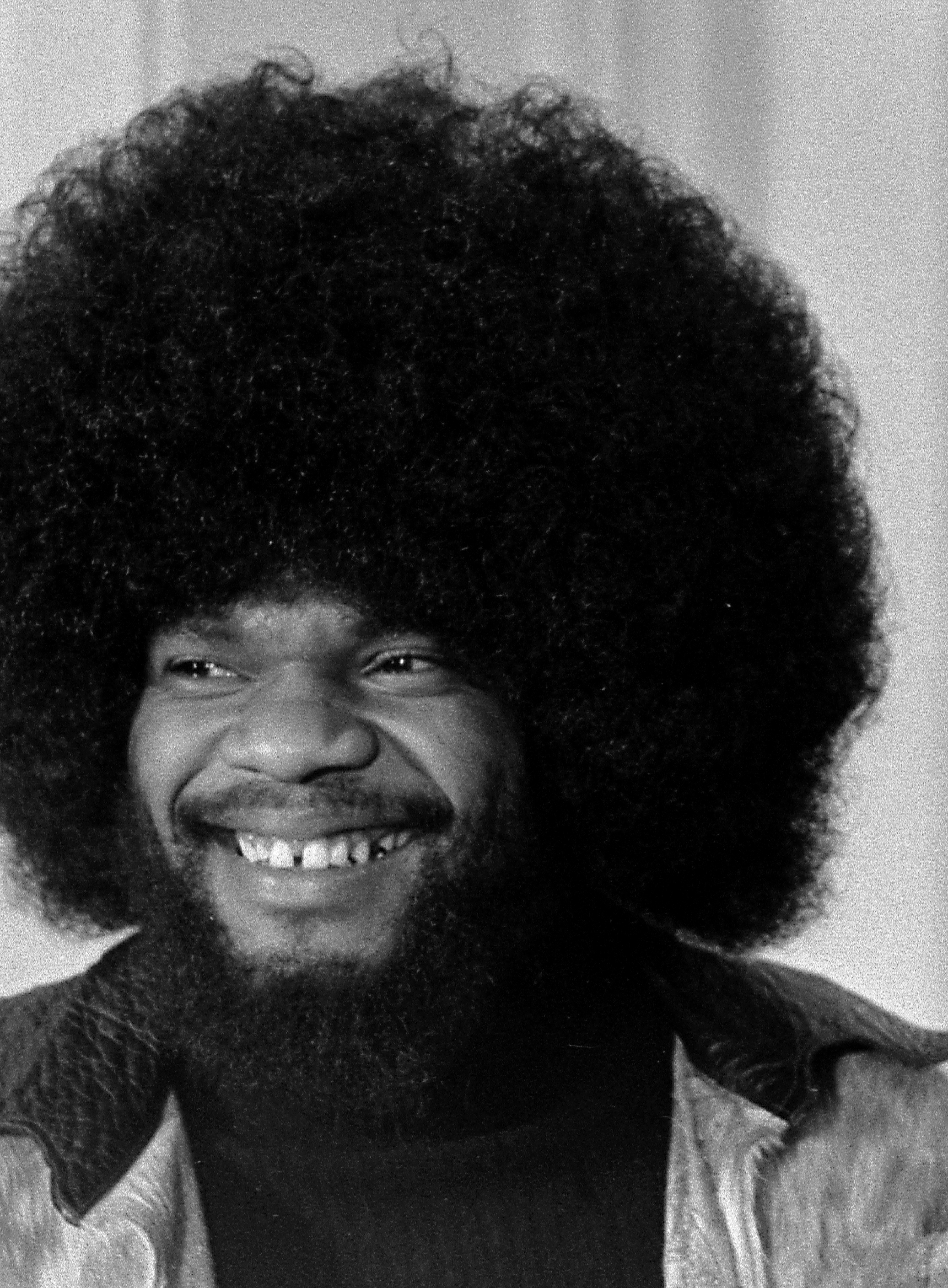
Billy Preston
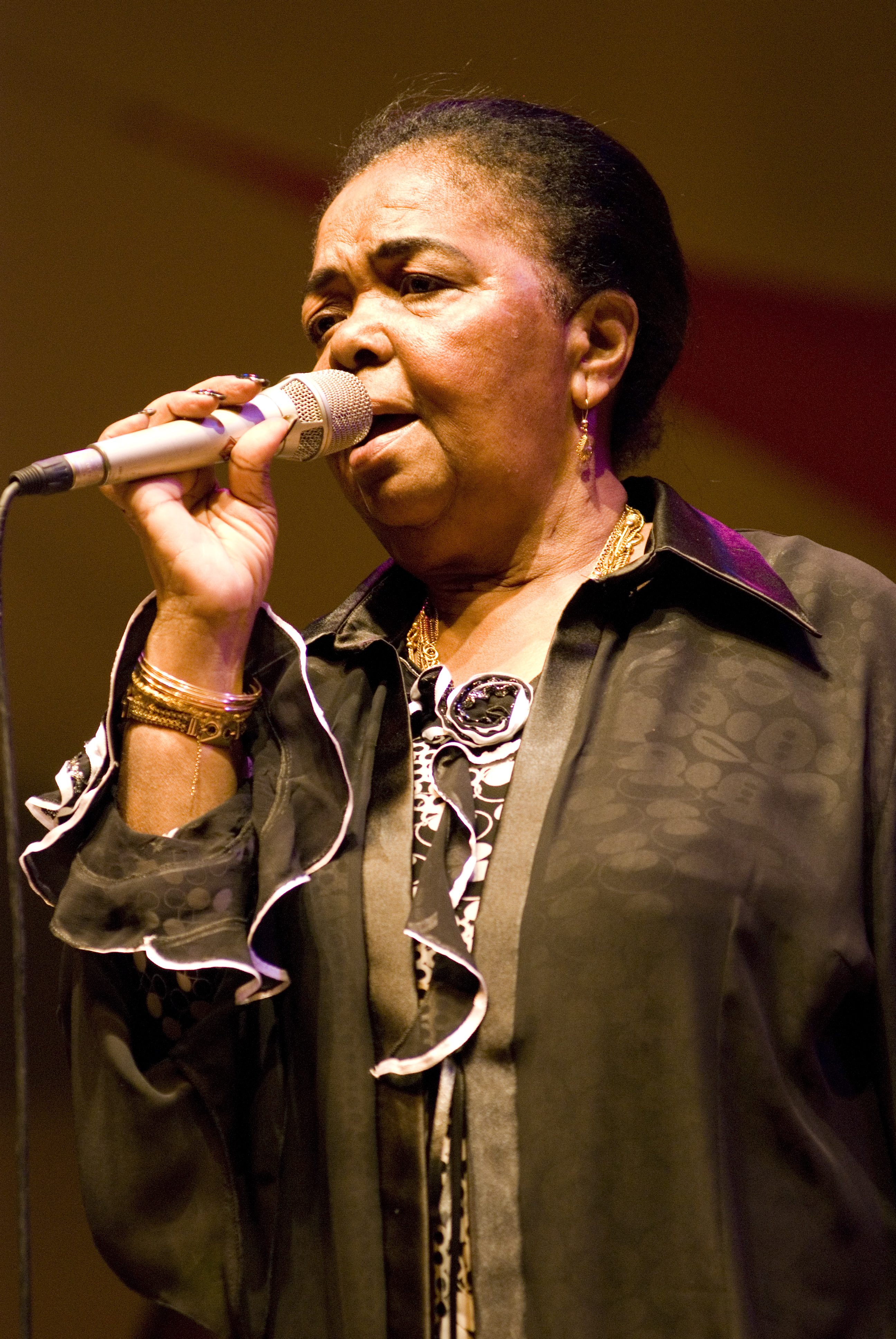
Cesária Évora
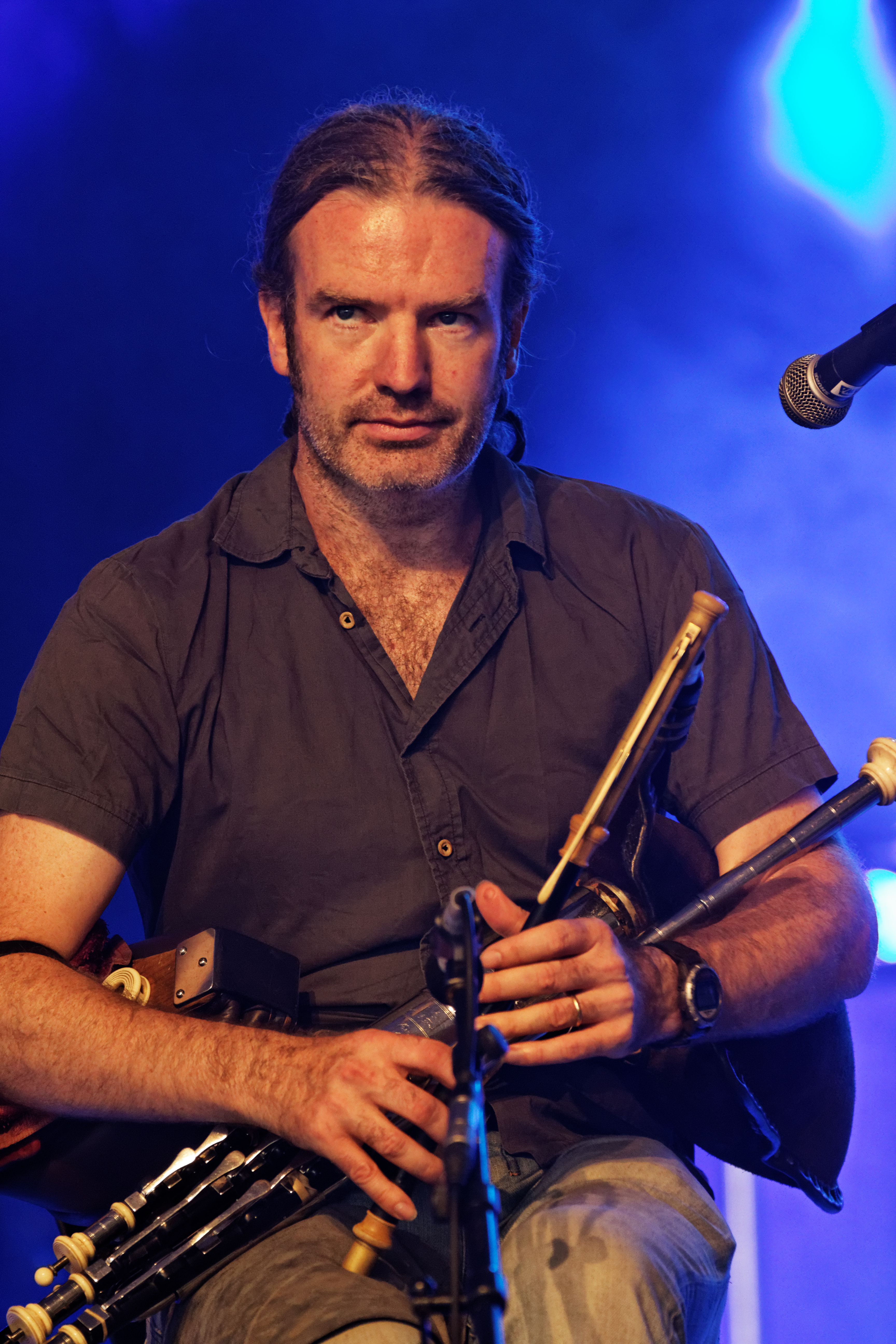
Cillian Vallely
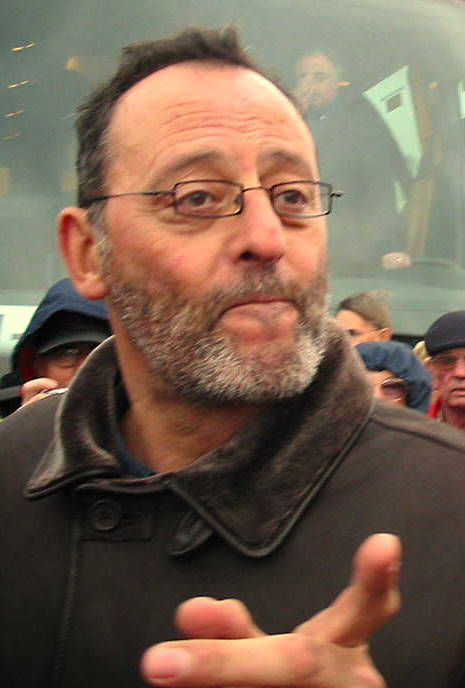
Jean Reno
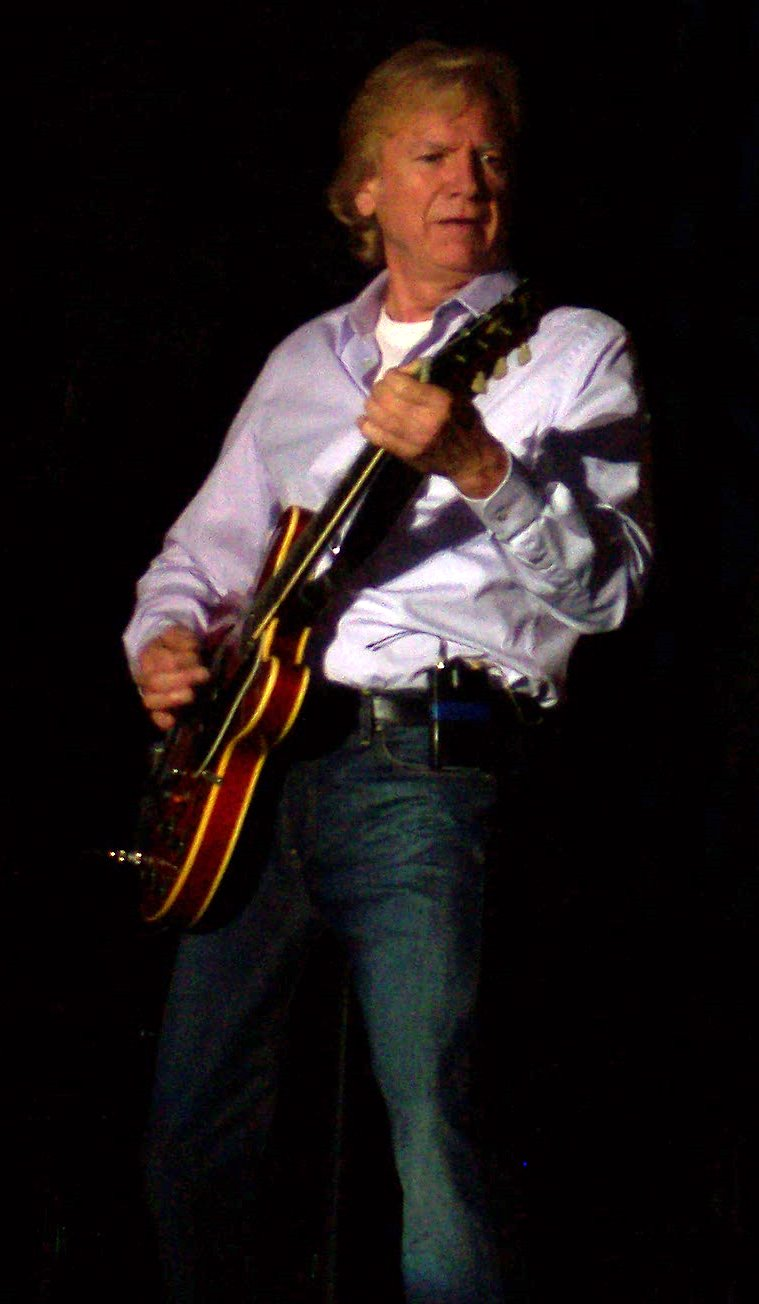
Justin Hayward
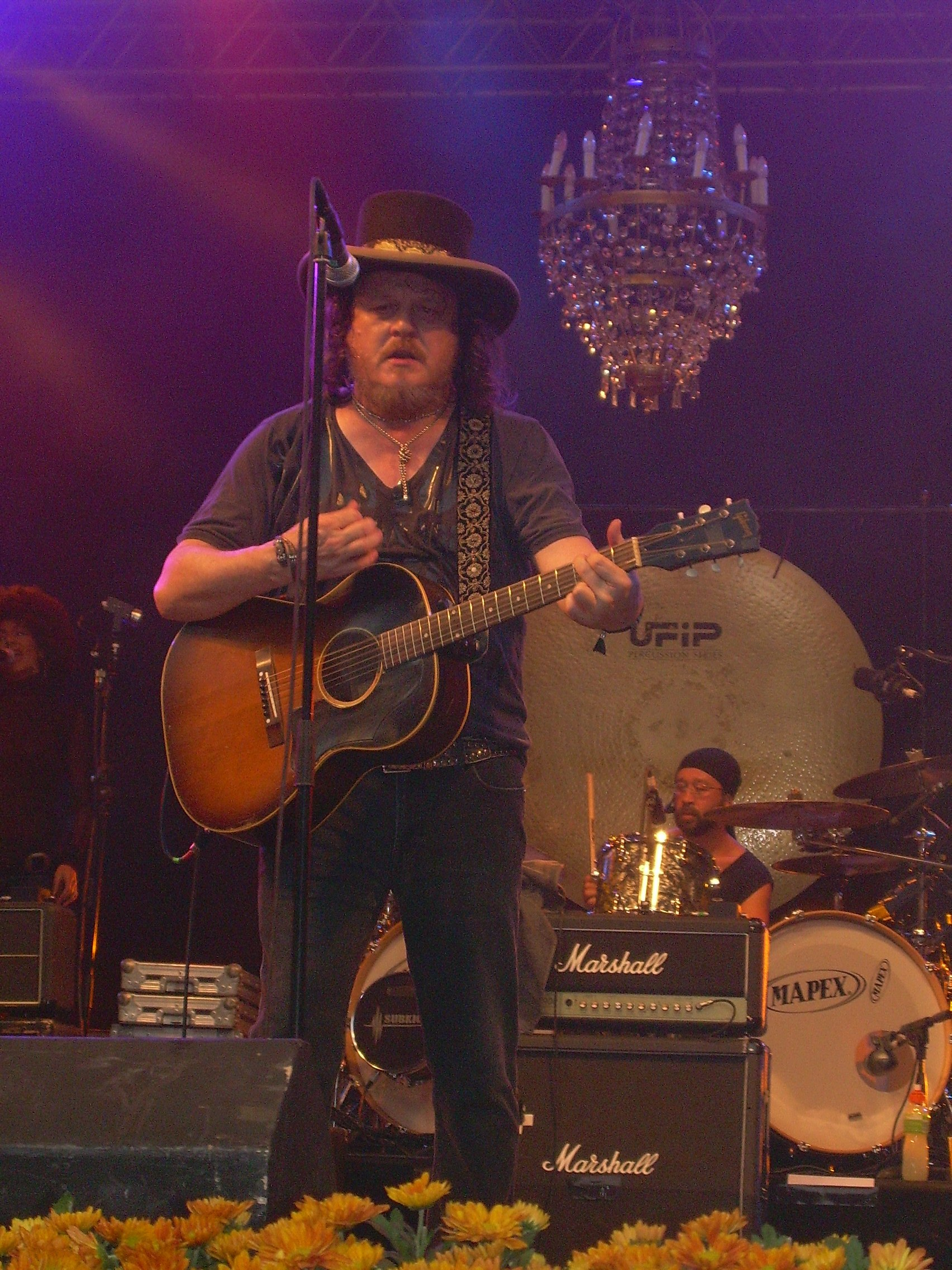
Zucchero

## Les suites
Le concept Gaïa est joué devant les 60 000 spectateurs d'Art on Ice à Zurich, au début de l'année 2004. Il a également fait partie des coups de cœur du prix du disque 2003 du Télégramme.
En mars 2003, Alan Simon publie le livre Gaïa, carnets secrets de la planète bleue, conte moralisé paru aux éditions du Seuil qui reprend certains concepts développés dans des chansons de l'album.